# 1773 az irodalomban
Az 1773. év az irodalomban.

## Megjelent új művek
- Faludi Ferenc: Szent ember vagyis szent életre vezető istenes oktatások (Pozsony).
- Henry Mackenzie skót író regénye: The Man of the World (A nagyvilági ember).
- Tomás de Iriarte spanyol író műve: Los literatos en Cuaresma (Az írók nagybőjtben).[1]

### Dráma

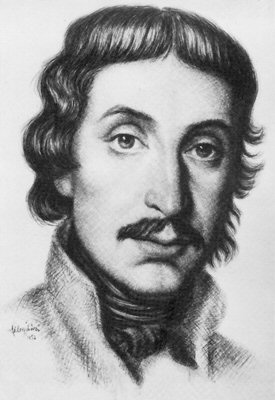
Csokonai Vitéz Mihály

- Johann Wolfgang von Goethe drámája: Götz von Berlichingen (bemutatója a következő évben).
- Oliver Goldsmith angol szerző vígjátéka: She Stoops to Conquer (Bátraké a szerencse), bemutató.[2]
- Bessenyei György: Buda tragédiája (megjelent Pozsonyban).

## Születések
- május 31. – Ludwig Tieck német költő, író, műfordító, kritikus († 1853)
- november 17. – Csokonai Vitéz Mihály magyar költő, († 1805)